# جورج إي. آدامز
جورج إي. آدامز (بالإنجليزية: George E. Adams)‏ هو محامي وسياسي أمريكي، ولد في 18 يونيو 1840 بكين في الولايات المتحدة، وتوفي في 5 أكتوبر 1917 في نفس البلد. حزبياً، نشط في الحزب الجمهوري. وقد انتخب عضو مجلس النواب الأمريكي.